# Batalla de Brescia
La batalla de Brescia (en latín: Brixia) fue un enfrentamiento ocurrido durante el verano de 312, que disputaron los emperadores romanos Constantino I y Majencio en la localidad de Brescia, en el norte de Italia. Majencio declaró la guerra a Constantino con el argumento de querer vengar la muerte de su padre Maximiano (r. 285-308, 310), que se había suicidado después de ser derrotado por él. Constantino respondería con una invasión masiva de Italia.
La batalla de Brescia tuvo lugar después de la Augusta de los Taurinos (actual Turín), y precedió a la penúltima batalla entre ambos emperadores, que se libró en las proximidades de Verona.

## Antecedentes

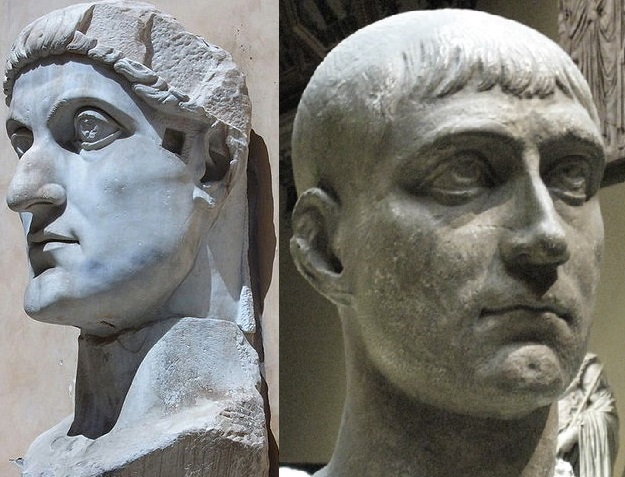
Cabeza del Coloso de Constantino, a la izquierda. A la derecha, busto de Majencio

El Imperio romano se encontraba dividido en dos partes desde 293, cada una gobernada por un augusto (emperador mayor) y un césar (emperador menor). A esta forma de gobierno se le denominó tetrarquía. En 306, el augusto del occidente Constancio Cloro (r. 293-306) falleció en Eboracum (actual York, Inglaterra), y sus soldados, acantonados en esta región de Britania, proclamaron entonces como sucesor a su hijo Constantino. Sin embargo, el augusto del oriente, Galerio (r. 293-311), elevó a Flavio Severo (r. 305-307) a la posición de augusto, pues de acuerdo con las prerrogativas del sistema tetrárquico, entonces vigente, y siendo el césar occidental, debería ser él quien sucediese al augusto muerto. Después de algunas negociaciones, Galerio relegó a Constantino a la posición de césar, la cual terminó por aceptar y permitió a Flavio Severo asumir el cargo de augusto de la mitad occidental del imperio.
Majencio (r. 306-312), hijo de Maximiano (r. 285-305, 310), el augusto predecesor de Constancio Cloro, envidioso de la posición de Constantino, se declaró emperador de Italia con el título de princeps en octubre de 306. Luego, llamó a su padre, ya retirado, para gobernar juntos. Galerio, al enterarse de estos hechos, confió al augusto Flavio Severo la tarea de aplastar la conspiración. En 307, al mando de un gran ejército Flavio Severo consiguió asediar Roma, pero fue vencido y posteriormente ejecutado. En el verano de 307, el augusto Galerio decide invadir Italia con el fin de vengar la muerte de Flavio Severo, sin embargo, su ejército no era muy numeroso para poder sitiar todas las fortificaciones de Roma, motivo por el cual tuvo que retirarse. En 308, durante la celebración de la conferencia de Carnunto, convocada por Galerio, el oficial Licinio (r. 308-324) fue nombrado augusto de occidente y, por lo tanto, debía derrocar al usurpador, pero prefirió no participar en el asunto. Ese mismo año, en algún momento antes de la conferencia, Maximiano había intentado deponer a su hijo, el plan fracasó y tuvo que huir a la corte de Constantino en la Galia.
En 310, Maximiano también intento deponer a Constantino, pero fue vencido y obligado a suicidarse. Al año siguiente, Majencio, pidiendo venganza por la muerte de su padre, declaró la guerra a Constantino, el cual respondió invadiendo Italia septentrional al frente de cuarenta mil soldados. Zósimo afirmó que el ejército invasor constaba de noventa mil legionarios y ocho mil équites de origen germánico y celta, además de parte del ejército estacionado en Britania. El ejército constantiniano se dirigió tierra adentro después del sitio de Segusio (la actual Susa, en Italia) y se enfrentó a tropas de Majencio que acampaban en la proximidad de Augusta Taurinorum (la moderna Turín). Constantino las derrotó y continuó hasta Mediolanum (hoy Milán), donde le abrieron las puertas. Permaneció en la ciudad hasta mediados del verano, para luego proseguir la marcha.

## Batalla
En esa época, Majencio había nombrado como prefecto del pretorio a Ruricio Pompeyano y dispuesto su cuartel general en Verona. Consciente de la proximidad de Constantino, Ruricio envió un contingente de caballería pesada, cuyo tamaño se desconoce, hacia el oeste, con el fin de bloquear el paso al ejército invasor. Constantino, al darse cuenta de que su camino estaba obstruido, ordenó a su propia caballería seguir adelante y arremeter contra el enemigo. La batalla habría durado poco tiempo, con la caballería constantiniana logrando vencer fácilmente a sus oponentes, quienes una vez desarticulados, se vieron obligados a replegarse hacia Verona.

## Consecuencias
Con esta nueva victoria, el camino a la base de operaciones del ejército de Majencio quedó abierto. Constantino aprovechó la oportunidad para dirigirse rápidamente hacia Verona, en donde se trabaría una nueva batalla contra un gran contingente enemigo dirigido por Ruricio Pompeyano. Esta sería la penúltima victoria en su exitosa campaña en Italia. A partir de aquí, Constantino marcharía hacia Roma para enfrentarse directamente con Majencio en la batalla del Puente Milvio. La victoria del primero llevó al fin de la tetrarquía.